# Fenilidrazina
La fenilidrazina (o idrazinobenzene) è un derivato dell'idrazina.
A temperatura ambiente si presenta come un liquido rosso-marrone dall'odore aromatico. È un composto tossico, irritante, pericoloso per l'ambiente nonché cancerogeno.
È stata usata nel periodo 1920-1980 come agente emolitico nella terapia palliativa della policitemia vera, una sindrome mielodisplastica caratterizzata dall'esagerata proliferazione dei precursori eritropoietici del midollo osseo. Invero, dentro i globuli rossi la fenil-idrazina va incontro ad ossidazione con produzione di perossido di idrogeno, che è il vero agente lesivo delle membrane eritrocitarie, da cui l'emolisi prodotta.
Tuttavia non poteva essere usata per lunghi periodi per il suo elevato potere cancerogeno. 
Dopo la reazione di ossidazione intracellulare, infatti, il sottoprodotto derivato è il fenil-diazene, molecola molto reattiva che reagisce con i gruppi tiolici delle proteine e con l'ossigeno in posizione 2 della guanina nel DNA. Da cui l'elevato rischio di mutagenesi e quindi di trasformazione neoplastica delle cellule colpite.
La fenilidrazina è stata usata in passato per il riconoscimento qualitativo degli zuccheri. Essa reagisce con gli zuccheri che possiedono un gruppo carbonilico libero, con conseguente formazione di fenilidrazoni. In presenza di un eccesso di reagente ha luogo la formazione di ossazoni, poco solubili e facilmente cristallizzabili, con punto di fusione ben definito.
La fenilidrazina rappresenta inoltre la struttura base caratteristica di una famiglia di molecole con proprietà analgesiche, antinfiammatorie ed antipiretiche appartenente alla classe dei farmaci antinfiammatori non steroidei. In questa famiglia, di cui fanno parte farmaci come il metamizolo ed il fenilbutazone, la funzione idrazinica è compresa in un eterociclo pirazolinico.